# Мавзолей Абдал Бобо

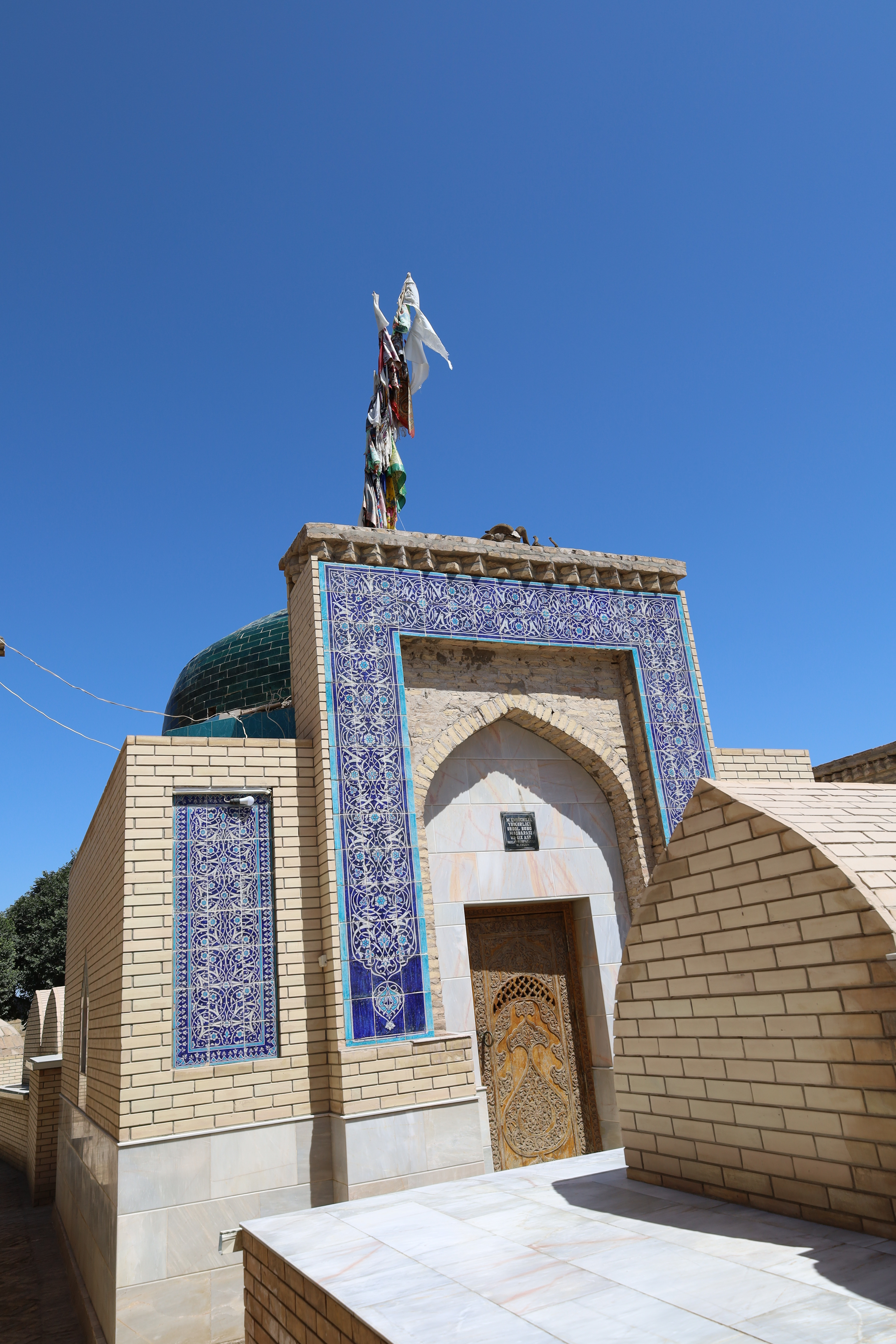
Мавзолей Абдалбобо

Мавзолей Абдал Бобо (узб. Abdolbobo maqbarasi/Абдолбобо мақбараси) расположен в восточной части Дишан-Кала, южнее медресе Абдулла Насфуруша, и восточнее медресе Палван Кари. Мавзолей был возведён в честь Абдал Бобо, чьё настоящее имя было Палван Ахмад Замчи. После вторжения арабов, Абдал Бобо стал одним из приверженцев исламской религии в Хиве. После его смерти вокруг места его захоронения, были сооружены зимняя и летняя мечети, минарет Абдал Бобо, пруд. Мавзолей Абдал Бобо выполнен в Бухарском стиле. Абдал Бобо, родом из кишлака Замчи, недалеко от Бухары, был дальним потомком пророка Мухаммада.

## Рекомендуемая литература
- Маньковская Л., Булатова В. Памятники зодчества Хорезма / науч. ред. Г. А. Пугаченкова. — Ташкент: Издательство литературы и искусства имени Гафура Гуляма, 1978. — С. 166. — 192 с. — 5000 экз.
- Абдолбобо мақбараси — Национальная энциклопедия Узбекистана (узб.). — Ташкент, 2000—2005.